# Mpanda (Burundi)
Mpanda è un comune del Burundi situato nella provincia di Bubanza con 58.913 abitanti (censimento 2008)

## Geografia antropica

### Suddivisioni amministrative
Il comune è suddiviso in 11 Colline.